# Stenus similiatus
Stenus similiatus är en skalbaggsart som beskrevs av Willis Blatchley. Stenus similiatus ingår i släktet Stenus och familjen kortvingar. Inga underarter finns listade i Catalogue of Life.